# 竹之内啓喜
竹之内 啓喜（たけのうち けいき、1952年9月27日 - ）は日本の俳優。新潟県出身。ケイエムシネマ企画所属。劇団NLT出身。血液型はO型。趣味特技は、野球、柔道、水泳。

## 出演

### テレビドラマ
- 太陽にほえろ!（日本テレビ / 東宝）
  - 第238話「東京上空17時00分」（1977年2月11日）
  - 第247話「家出」（1977年4月15日） - 報道カメラマン
- 俺たちの朝（NTV / 東宝）
  - 第25話（1977年4月10日） - 横浜銀行鎌倉支店前の通行人
  - 第26話（1977年4月17日） - 由比ヶ浜で連凧を揚げる人
- 相棒（テレビ朝日）
- 功名が辻（NHK総合）
- 花嫁は厄年ッ!
- 出るトコ出ましょ!
- 4姉妹探偵団
- 駅弁刑事・神保徳之助 第2話「慕情 会津殺人紀行・下町の駅弁オヤジ&若手エリート刑事が再び!! 殺人犯を追って2人は東北名物巡り!?」（2008年5月5日、TBS）

### 映画
- 親鸞 白い道（1987年）
- 夢（1990年）
- まあだだよ（1993年）
- 雨あがる（2000年）
- 劇場版 仮面ライダー響鬼と7人の戦鬼（2005年）
- MAKOTO（2005年）
- 奇談（2005年）
- 監督・ばんざい!（2007年）
- GOEMON (映画)（2009年）

### 特撮
- ウルトラマンダイナ 第41話「ぼくたちの地球が見たい」（1998年6月20日、毎日放送） - ガゼル号・春川機関士

### テレビ
- 行列のできる法律相談所（日本テレビ）

### CM
- ハウス食品 カレーマルシェ
- 吉野家
- 永谷園 おとなのふりかけ
- ファンタ（ファンタ学園「夏休みだよ!校長先生」）

### 舞台
- ランドセル★ガール（2009年、おにぎりスキッパーズ2）